# Gion Shouja no Kane ga Naru
Gion Shouja no Kane ga Naru (祇園盛者の鐘が鳴る) é o primeiro EP da banda visual kei, Alice Nine, lançado em 17 de novembro de 2004. Posteriormente, foi relançado pelo selo King Records em 23 de novembro de 2005.

## Faixas
| N.º            | Título                                                   | Duração |  |
| 1.             | "Gradation" (グラデーション)                             | 4:59    |  |
| 2.             | "Gokusai Gokushiki Gokudouka <G3>" (極彩極色極道歌 <G3>) | 3:50    |  |
| 3.             | "Akai Kazeguruma" (朱い風車)                             | 4:20    |  |
| 4.             | "Honjitsu wa Seiten Nari" (本日ハ晴天ナリ)               | 4:40    |  |
| 5.             | "H.A.N.A.B.I."                                           | 3:54    |  |
| Duração total: | Duração total:                                           | 21:41   |  |

## Ficha técnica

### Alice Nine
- Shou - vocal
- Hiroto  - guitarra
- Tora - guitarra
- Saga - baixo
- Nao - bateria